# Hoče-Slivnica
Hoče - Slivnica est une commune du nord-est de la Slovénie située dans la région de Basse-Styrie non loin de la ville de Maribor.

## Géographie
La commune appartient à la région montagneuse du Pohorje qui appartient au massif alpin du Karavanke.

### Villages
Les localités qui composent la commune sont Bohova, Čreta, Hočko Pohorje, Hotinja vas, Orehova vas, Pivola, Polana, Radizel, Rogoza, Slivnica pri Mariboru, Slivniško Pohorje, Spodnje Hoče, et Zgornje Hoče.

## Démographie
Entre 1999 et 2021, la population de la commune de Hoče - Slivnica a régulièrement augmenté pour atteindre près de 12 000 habitants,.
Évolution démographique
| 1999   | 2000   | 2001   | 2002   | 2003   | 2004   | 2005   | 2006   | 2007   |
| ------ | ------ | ------ | ------ | ------ | ------ | ------ | ------ | ------ |
| 9 566  | 9 636  | 9 719  | 9 754  | 9 832  | 9 930  | 10 115 | 10 339 | 10 613 |
| 2008   | 2009   | 2010   | 2011   | 2012   | 2013   | 2014   | 2015   | 2016   |
| 10 866 | 10 844 | 10 820 | 10 861 | 10 943 | 11 189 | 11 224 | 11 188 | 11 273 |
| 2017   | 2018   | 2019   | 2020   | 2021   |        |        |        |        |
| 11 285 | 11 415 | 11 768 | 11 753 | 11 720 |        |        |        |        |